# Esplas-de-Sérou
 Esplas-de-Sérou  là một xã ở tỉnh Ariège, thuộc vùng Occitanie ở phía tây nam nước Pháp.